# Alexandre Dufour (architecte)
Pour les articles homonymes, voir Alexandre Dufour.

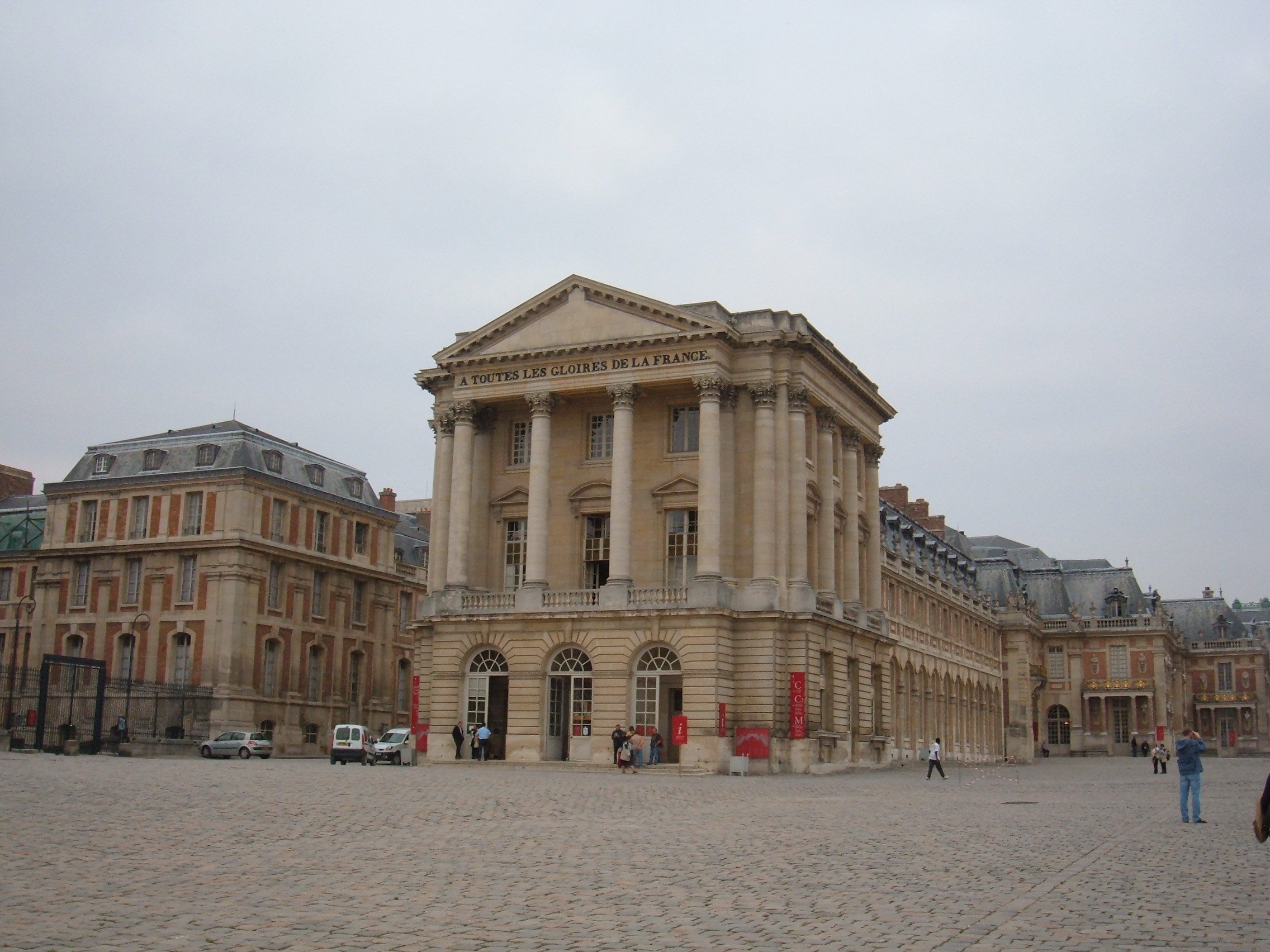
Le pavillon Dufour en 2005, avant la mise en place de la grille royale du château de Versailles et de la structure d'accueil.

Alexandre Dufour, né en 1760 et mort en 1835, est un architecte français. Architecte du roi Louis XVIII, il a notamment travaillé sur le château de Versailles de 1810 à 1832. Le pavillon Dufour porte son nom.